# Parallelismus (Rhetorik)
Der Parallelismus (altgriechisch παραλληλισμός parallēlismós „Nebeneinanderstellung“) ist eine Stilfigur, die durch parallele Syntax entsteht, d. h. zwei (oder mehrere) aufeinander folgende Sätze gleicher Satzarten (Haupt-, Neben-, Fragesatz usw.) oder Teilsätze haben dieselbe Abfolge ihrer Satzglieder (Subjekt, Prädikat, Objekt, Adverbial usw.). Zusätzliche wörtliche Wiederholungen verstärken oft den Eindruck der Parallelität, sind aber nicht zwingend notwendig (s. u. das Heine-Zitat).
Der Parallelismus kann eine tautologische oder antithetische Funktion haben. Er findet sich als Gestaltungsprinzip sowohl in der antiken Poesie als auch in der modernen Dichtung.

## Beispiele für Parallelismen
- Bibel, (Sirach 5,15)
  - Denn Reden bringt Ehre, aber Reden bringt auch Schande. (Antithese)
- Bibel, (1. Brief des Paulus an die Korinther, 1 Kor 15,55 EU)
  - Tod, wo ist dein Stachel? Hölle, wo ist dein Sieg?  (Tautologie)

- Erich Kästner
  - Sie hören weit, sie sehen fern.
  - Die Nacht ist dunkel, der Tag ist hell.
  - Ich bin schön, du bist hässlich.
  - Ich bin reich, du bist arm.

- Heinrich Heine
  - Das Schiffchen fliegt, der Webstuhl kracht. (Die schlesischen Weber)

- Elias Lönnrot: Kalevala (Stoff und rhetorische Formen aus der finnischen Volksdichtung)
  - Lähe miekan mittelöhön, / käypä kalvan katselohon: „Lass die Schwerter uns beschauen, / lass uns jetzt die Klingen messen“ (synonymer Parallelismus; Übers. von Anton Schiefner)

## Der Parallelismus in biblischen Texten
Der Parallelismus ist ein sehr häufig anzutreffendes Stilmittel in den poetischen Texten des Alten Testamentes, Parallelismus membrorum. Diesem Stilmittel ist es zu verdanken, dass einige wegen Textentstellung, Abschreibfehlern usw. schwer zu übersetzende Stellen doch ziemlich sicher erkannt werden können, da der erhaltene parallele Teil des Verses eindeutige Rückschlüsse auf den verdorbenen Teil des Textes zulässt. Das Besondere beim Parallelismus in den hebräischen Schriften aus der Bibel ist, dass er weniger von einem Lautreim abhängig ist (wie etwa im Deutschen), sondern der Inhalt (die Sinnaussage) wichtig ist. Das ist ein Vorteil beim Übersetzen der Texte in eine andere Sprache. 
Der Parallelismus membrorum zeigt sich darin, dass zwei aufeinanderfolgende Zeilen zusammen einen Gedanken- oder Bildreim konstituieren und dass sie das Gleiche mit jeweils anderen Worten bzw. Bildern sagen. Beide Zeilen werden dabei so konstruiert, dass eine Aussage entsteht. Jede Zeile nähert sich gewissermaßen der gemeinten Sache mit einer etwas veränderten Perspektive an. Das gibt der Aussage eine produktive Unschärfe und Offenheit.

### Synonymer Parallelismus
Beim synonymen Parallelismus gibt die zweite Zeile den Inhalt der ersten mit anderen Worten wieder. Satzteile im ersten Satz haben damit unmittelbar Entsprechungen.
Hier im Beispiel: „Das Gesetz JHWHs“ entspricht „Das Zeugnis JHWHs“, „vollkommen“ entspricht „zuverlässig“ und „erquickt die Seele“ entspricht „macht weise den Einfältigen“. (Ein Einfältiger ist hier jemand, der für alles offen ist, für das Gute wie auch für das Böse.)
| Bibel, (Psalm 19,8)                                             |
| Das Gesetz JHWHs ist vollkommen, erquickt die Seele;            |
| das Zeugnis JHWHs ist zuverlässig, macht weise den Einfältigen. |

### Polarer Parallelismus
Der polare Parallelismus drückt eine Ganzheit durch zwei Pole aus.
Z. B.:
- Tag + Nacht = immer
- Himmel + Erde = das Weltganze

| Bibel, (Psalm 22,3)                                    |
| Mein Gott, ich rufe bei Tage, und du antwortest nicht; |
| und bei Nacht, und mir wird keine Ruhe.                |

### Synthetischer Parallelismus
Beim synthetischen Parallelismus wird die Aussage im ersten Satz mit dem zweiten vereinigt (synthetisiert). Das Ergebnis ist eine neue Aussage. Hier im Beispiel ist es eine Antwort auf eine Frage.
| Bibel, (Psalm 119,9)                                            |
| Wodurch wird ein Jüngling seinen Pfad in Reinheit wandeln?      |
| Indem er sich bewahrt {Eig. auf der Hut ist} nach deinem Worte. |

### Antithetischer Parallelismus
Beim antithetischen Parallelismus steht die Aussage im ersten Satz mit der zweiten Aussage gegenteilig da. Im Beispiel: erster Satz – Zustand der Vergangenheit, zweiter Satz – Zustand der Gegenwart.
| Bibel, (Psalm 119,67)                  |
| Bevor ich gedemütigt wurde, irrte ich; |
| jetzt aber bewahre ich dein Wort.      |

Im weiteren Sinn ist der Parallelismus das Äquivalenzprinzip in Lautung, Bedeutung und Konstruktion. Er äußert sich in der rhythmischen Wiederholung betonter und unbetonter Silben, in wiederkehrend gleicher Silbenzahl, im Reim, Gleichklang und entfaltet seine Wirksamkeit z. B. in der Symmetrie von Metapher und nichtmetaphorischem Ausdruck.

### Chiastischer Parallelismus
Beim Chiasmus oder chiastischen Parallelismus handelt es sich um eine Chi-förmige (χ) Struktur:
- A – B
- B' – A'

| Bibel, (Psalm 130,6f)                   |
| A: Meine Seele wartet auf den Herrn     |
| B: mehr als die Wächter auf den Morgen; |
| B': mehr als die Wächter auf den Morgen |
| A': hoffe Israel auf JHWH!              |